# Port de Trois-Rivières
Le port de Trois-Rivières est un port maritime au cœur d'un vaste réseau intermodal combinant le ferroviaire, le routier et le maritime vers les marchés nationaux et internationaux, dans la province de Québec au Canada.
Par ce port transite une variété de marchandises telles que des produits alimentaires, industriels, forestiers, de biens de consommation et autres fournitures. La portion à vocation publique du parc portuaire est également un lieu de rassemblement privilégié et un espace de détente pour tous les promeneurs.

## Histoire
Les premiers quais du port sont établis grâce à l'initiative privée. Mathew Bell alors propriétaire des Forges du Saint-Maurice fait construire un quai et un entrepôt en 1824. Par la suite, l'armateur montréalais John Molson fait construire trois autres quais dans les années suivantes.

« La première initiative publique date de 1858, lorsque l'administration municipale de Trois-Rivières fait construire un quai pour les traversiers reliant la ville au village de Sainte-Angèle-de-Laval, sur la rive sud du Saint-Laurent. Vingt ans plus tard, c'est la liaison ferroviaire avec Montréal et Québec, par le Canadien Pacifique, qui poussera les commerçants de la ville à demander la création d'une Commission du Port (1882), devant la menace de la forte concurrence ferroviaire. Cette Commission devait, avec l'appui du Ministère fédéral des Travaux public, voir à la construction de quais et d'entrepôts ; mais en 1897, sur les 610 m de quais prévus, à peine 183 m avaient été achevés, à une époque où les exportations de bois de sciage vers l'Europe et les États-Unis deviennent très importantes. En 1906, on construit le premier quai en béton et en 1910 le quai à charbon. Mais la vraie expansion des installations portuaires trifluviennes n'aura lieu qu'à partir de 1920, date du début des exportations de papier, et surtout à partir de 1936, date à laquelle l'administration du port est transférée au Conseil des Ports Nationaux, organisme fédéral qui gère un grand nombre d'autres ports canadiens, y compris, au Québec, Montréal, Chicoutimi et Québec. C'est aussi en 1936 que fut construite la première
unité du complexe de l'élévateur à grains. »

La plupart des quais et des entrepôts actuellement en place sont construits depuis 1936.

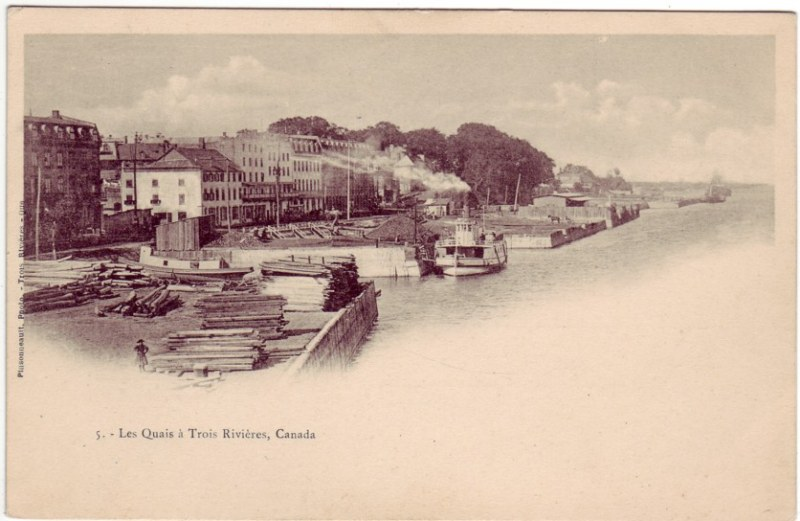
Le port en 1890.
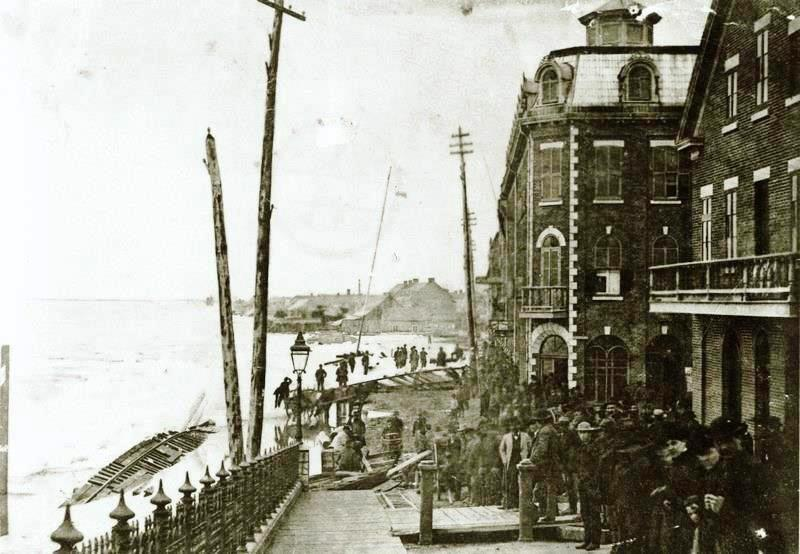
Au pied de la Terrasse Turcotte, en 1896.
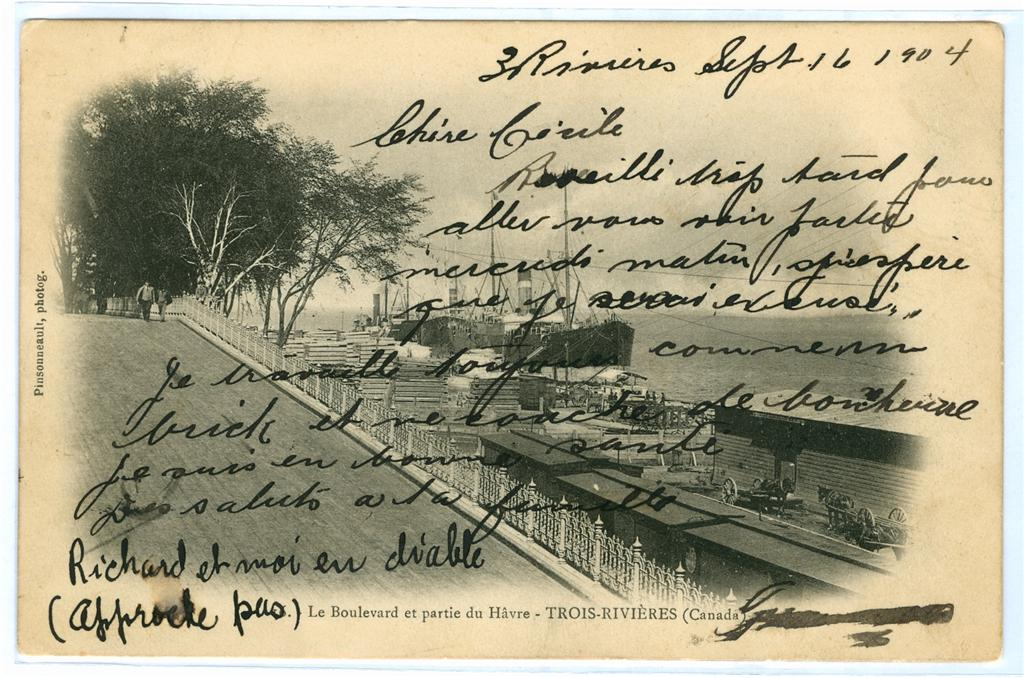
Carte postale de 1904.
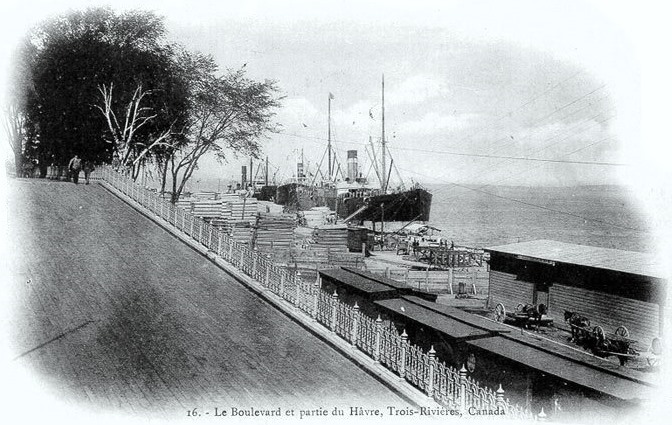
Quais de Trois-Rivieres, vers 1910.

## Installations
Il y a au port de Trois-Rivières des réservoirs pouvant accueillir 250 000 m3 de vrac liquide  et des élévateurs totalisant une capacité de 215 000 tonnes. On y retrouve 2,7 km de quais, huit postes commerciaux d’une profondeur maximale de 10,7 m, cinq hangars de marchandises générales d’une superficie totale de 38 500 m2, cinq hangars pour le vrac solide d’une superficie totale de 15 600 m2 de même que 80 000 m2 de surfaces d’entreposage 
extérieur.

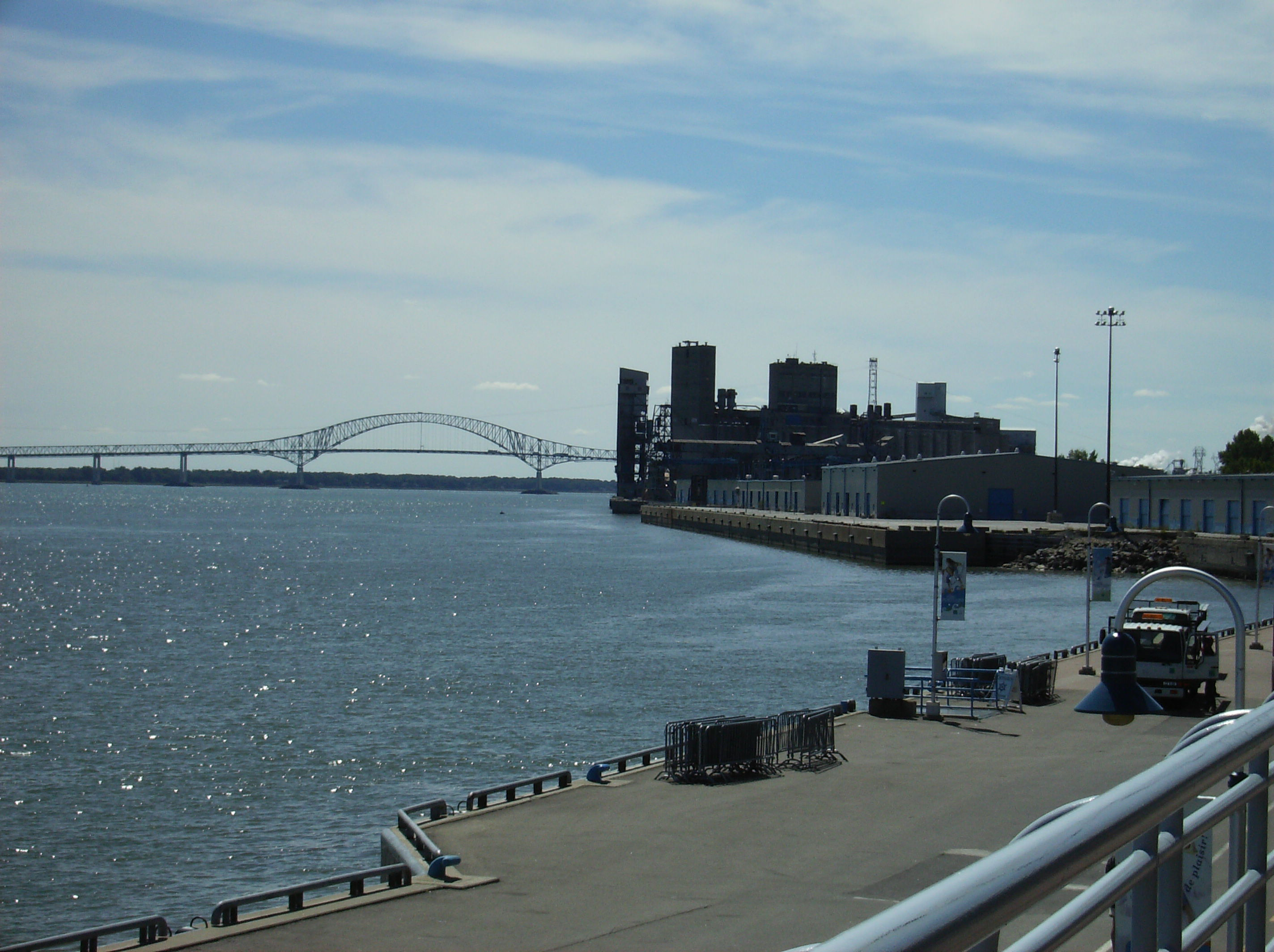
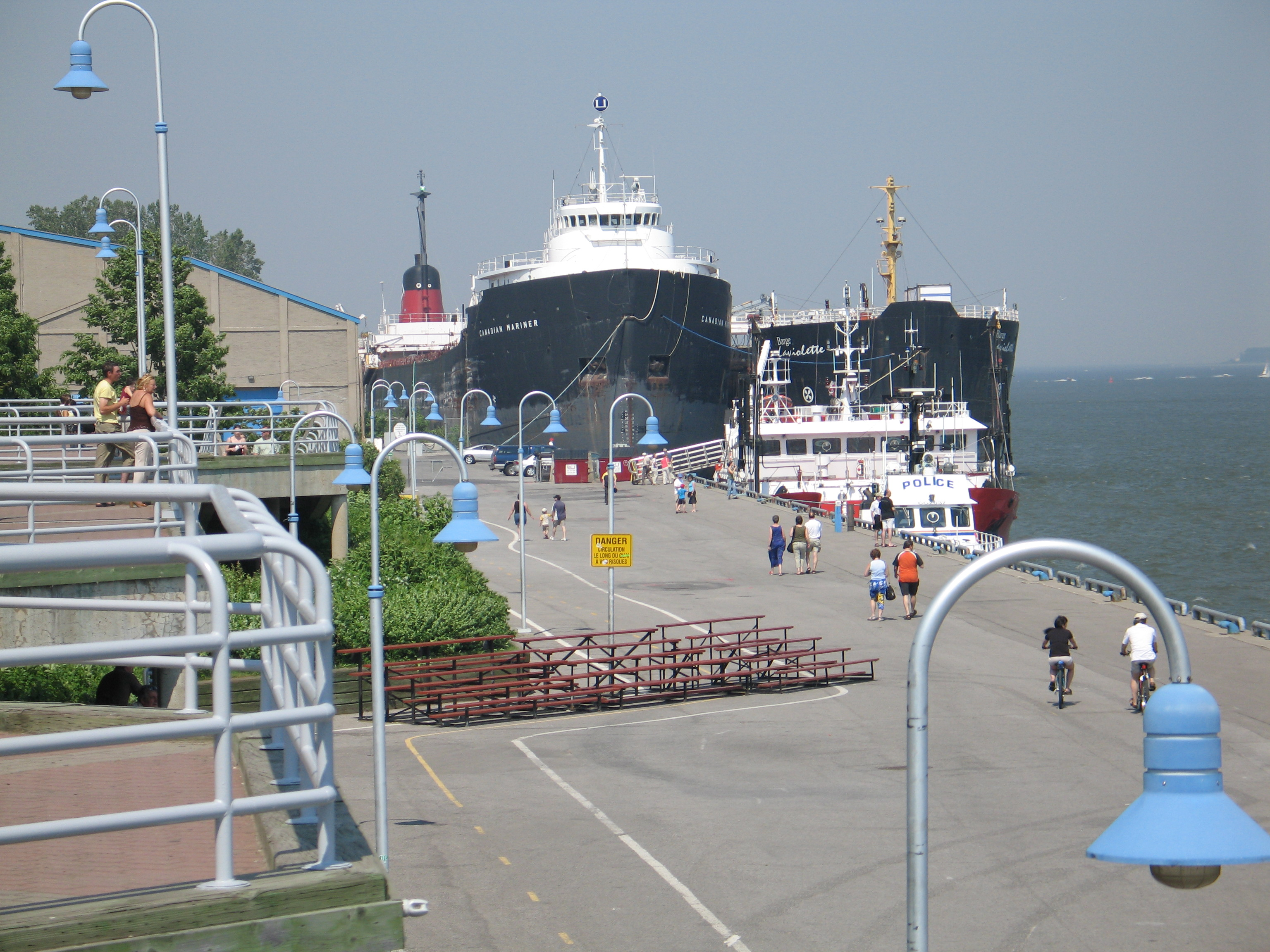
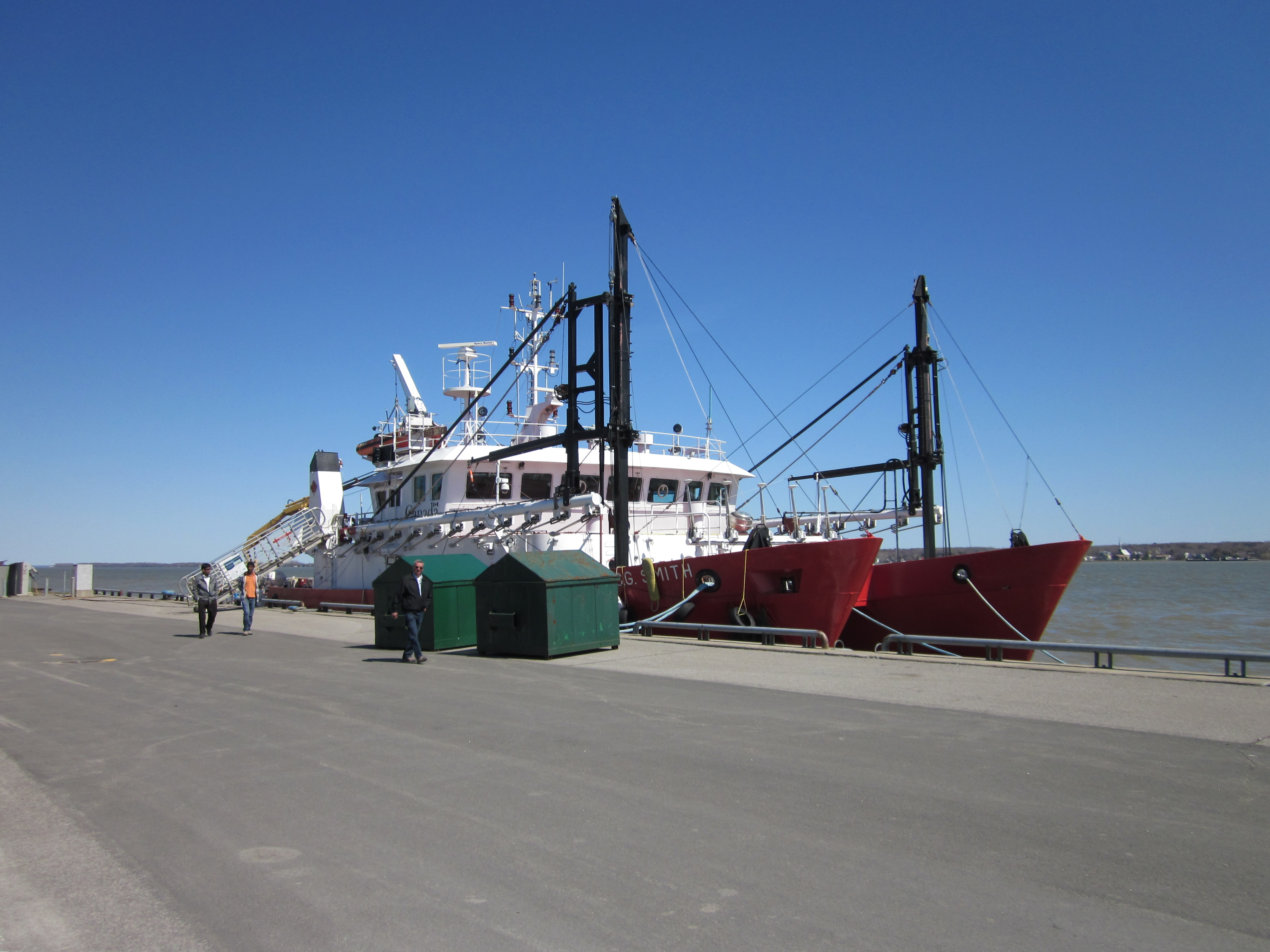
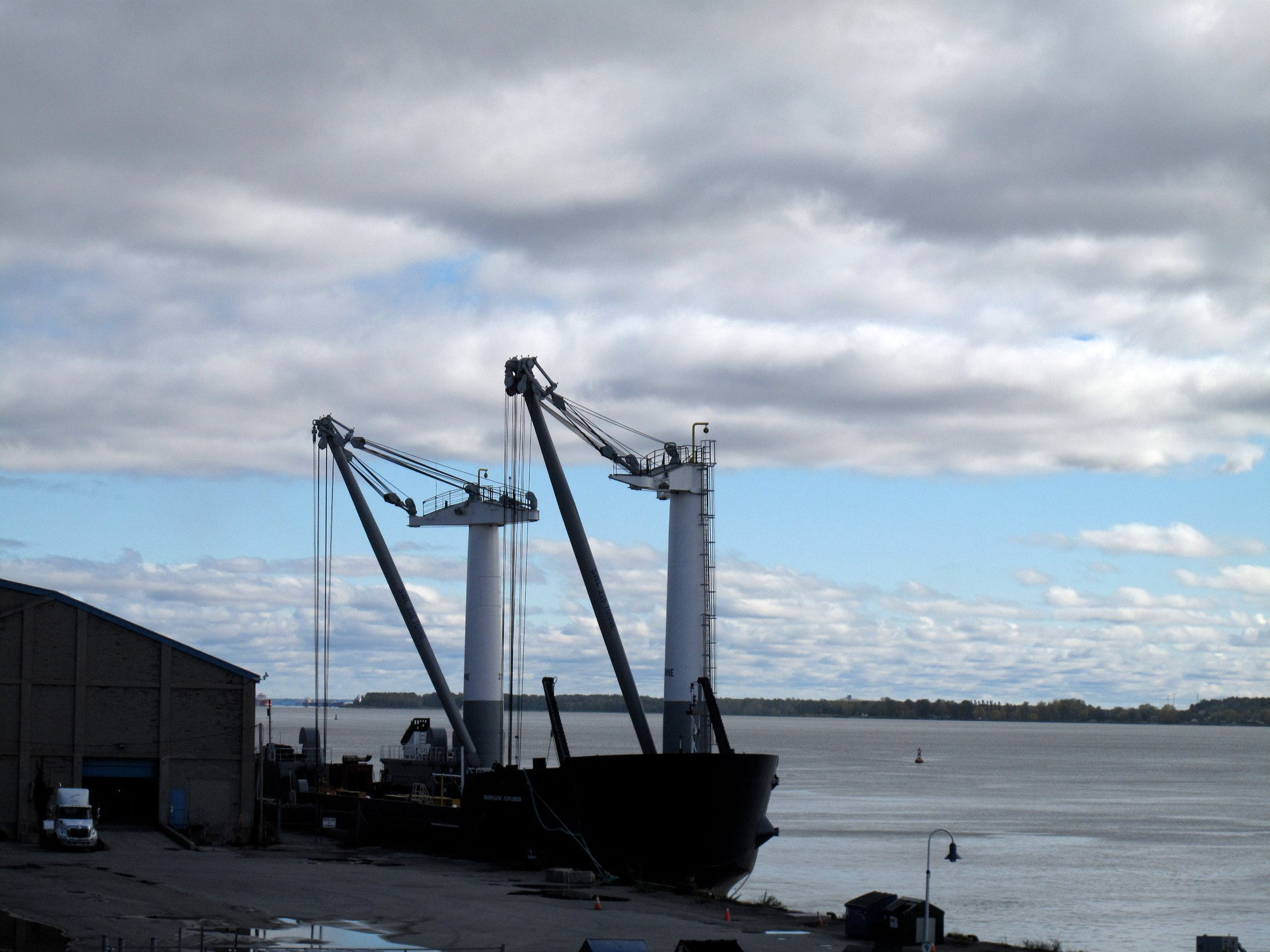
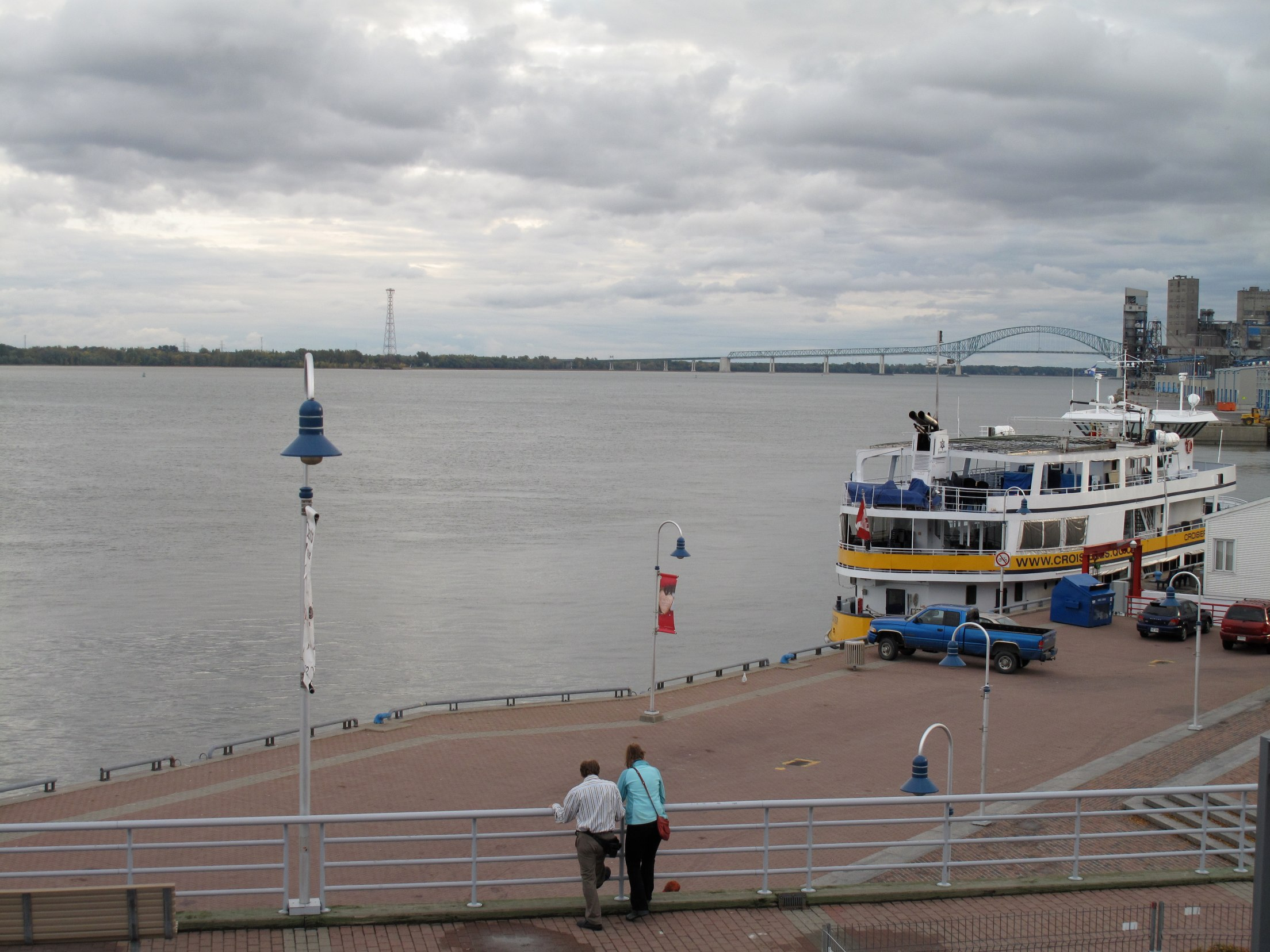
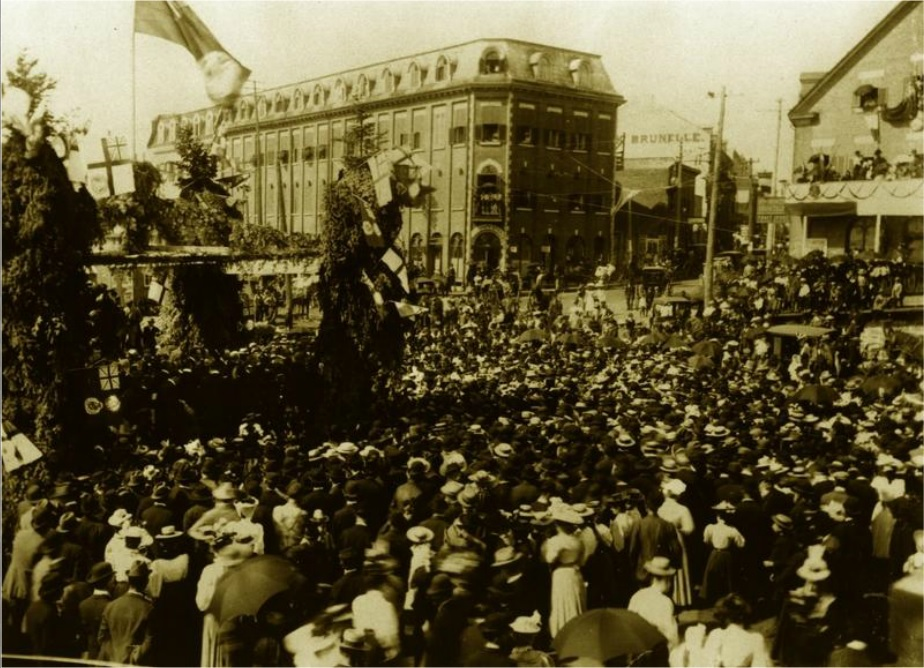
Visite électorale de Sir Wilfrid Laurier en mai 1896, sur les quais du port.